# Národní park Sequoia
Národní park Sequoia (anglicky Sequoia National Park) je národní park v jižní Sierra Nevadě, východně od kalifornského města Visalia ve Spojených státech. Byl založen v roce 1890 jako druhý národní park Spojených států po Yellowstonu. Rozloha parku činí 1 635 km². Rozdíl mezi nejvýše a nejníže položeným bodem činí téměř 4 000 m; nejvýše položený bod parku, Mount Whitney (4 417 m n. m.), je současně nejvyšším vrcholem souvislé části Spojených států (kromě Aljašky). Sequoia na severu sousedí s národním parkem Kings Canyon, s nímž je spravován společně jako jeden celek Sequoia and Kings Canyon National Parks.
Park nejvíce proslavily lesy sekvojovců obrovských včetně stromu Generál Sherman, jednoho z největších stromů na Zemi. Generál Sherman roste v Obřím lese (Giant Forest), kde najdeme pět z deseti největších stromů na světě, pokud jde o objem dřeva. Obří les je spojen Silnicí generálů (Generals Highway) s Grantovým hájem (Grant Grove) v Kings Canyonu, domovem stromu Generál Grant a dalších sekvojí. Obří sekvojové lesy jsou součástí 81 920 ha pralesa, zasahujícího do obou národních parků. Parky dosud uchovávají krajinu připomínající jižní Sierra Nevadu z dob před příchodem evropských osadníků.

## Části vdosahu silnice

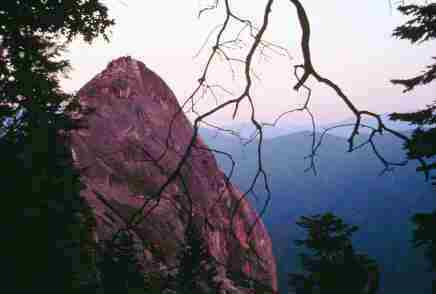
Moro Rock je vyhlídka v centrální části parku.

Většina návštěvníků přijíždí do Sequoie jižním vstupem Ash Mountain u města Three Rivers v nadmořské výšce 518 m. Nízko položené oblasti kolem Ash Mountain jsou příkladem ekosystému kalifornského podhůří (jediným pod ochranou National Park Service). Převažují v něm porosty dubu modrého (Quercus douglasii), podhorský chaparral (husté křoviny a zakrslé stromy), louky, juky a strmá říční údolí. Podhůří je také domovem hojné zvěře: rysů červených, lišek, zemních veverek, chřestýšů, jelenců ušatých a řidčeji též samotářských pum. Dub Kelloggův (též „kalifornský černý dub“, Quercus kelloggii) tvoří přechod mezi chaparralem a vysokohorskými jehličnatými lesy.
Mezi 1 700 a 2 700 m n. m. převažuje pásmo horského jehličnatého lesa. Najdeme zde borovici těžkou (Pinus ponderosa), Jeffreyovu (Pinus jeffreyi), Lambertovu (Pinus lambertiana) a lodgepolskou neboli pokroucenou (Pinus contorta), stejně jako jedli ojíněnou (tzv. white fir, Abies concolor) a nádhernou (red fir, Abies magnifica). Tady také rostou mohutné sekvojovce, největší živé organismy na Zemi. Jarní a letní tání vytváří mezi stromy místy svěží louky. V této oblasti návštěvníci často potkají jelence ušatého, čikarí Douglasova a medvěda baribala. Medvědi se dokáží dostat do nehlídaných aut, kam je přivábí jídlo zapomenuté bezohlednými návštěvníky.

## Divočina

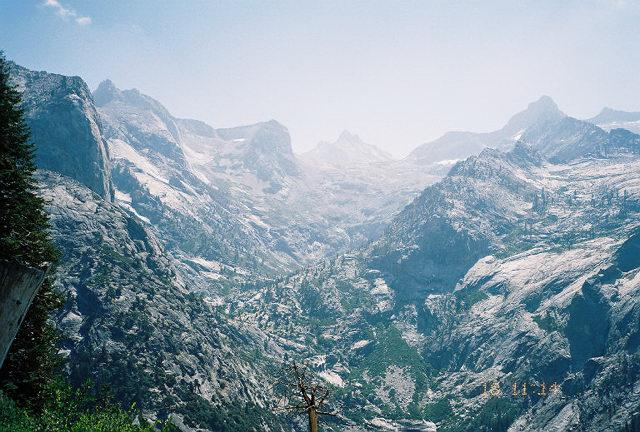
High Sierra Trail překračuje Velké západní rozvodí v průsmyku Kaweah Gap. Na 5 km nastoupá dobrých 1 500 m. Údolí pod průsmykem se říká Valhalla.

Naprostou většinu území parku tvoří divoká příroda bez silnic; k překvapení některých návštěvníků neprotíná Sierru Nevadu na území parku žádná silnice. 84 % Sequoie a Kings Canyonu je vyhrazeno jako divočina dostupná pouze pěšky nebo na koni.

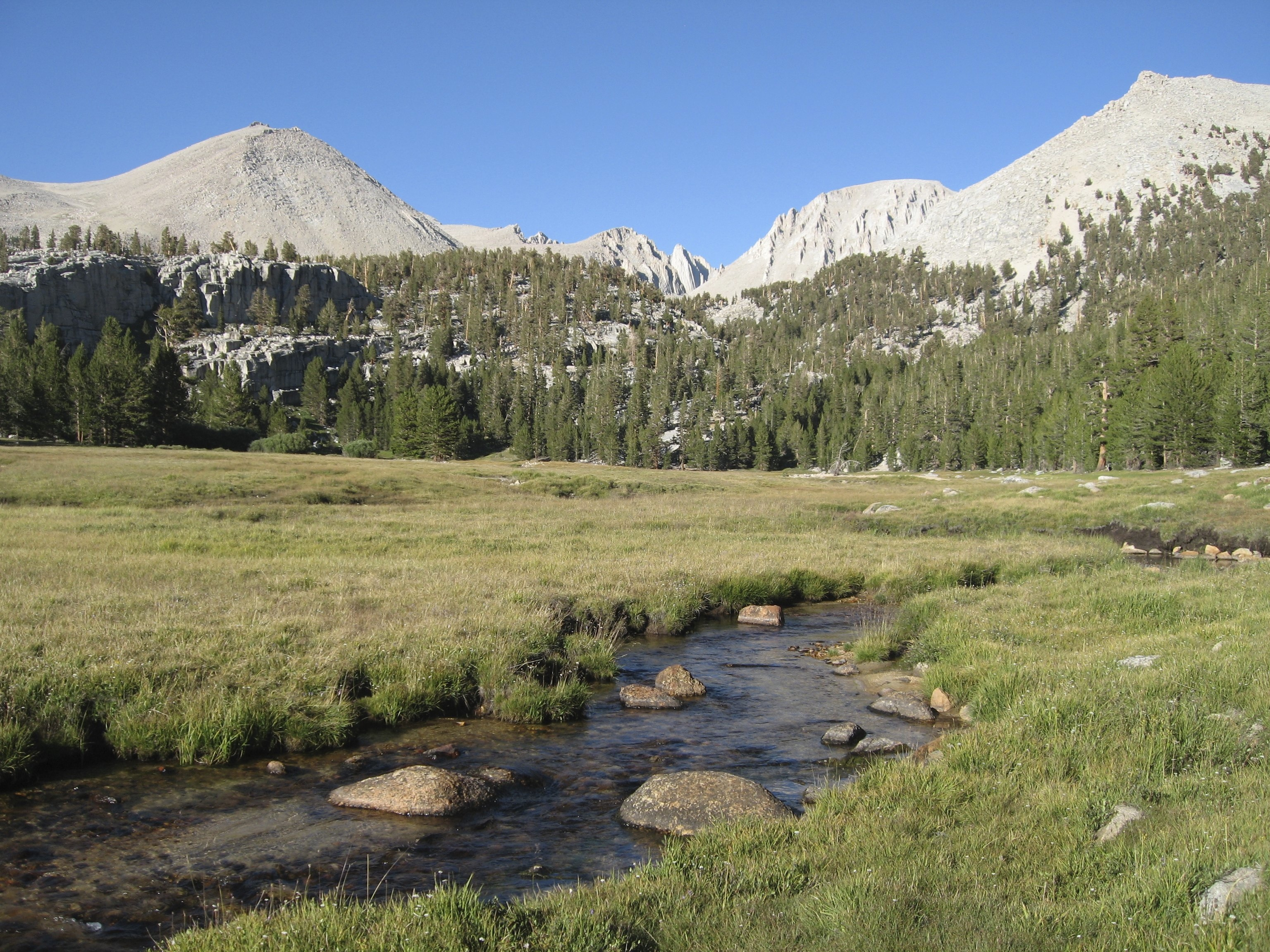
Crabtree Meadows západně od Mount Whitney.

Odlehlé části Sequoie nabízejí celou škálu vysokohorských divů. Zahrnují nejvýše položené části Vysoké Sierry až po Mount Whitney na východní hranici parku, kam lze dojít z Obřího lesa po High Sierra Trail. Tato 56 km dlouhá túra vede zprvu skrz 16 km vysokohorského lesa až k horskému středisku Bearpaw Meadow kousek od Velkého západního rozvodí (Great Western Divide). Na Bearpaw Meadow jsou k dispozici podsadové stany a jídla vařená sezónními pracovníky parku.
High Sierra Trail pokračuje přes průsmyk Kaweah Gap z povodí Kaweah River (s charakteristickými údolími ve tvaru V) do povodí Kern River, kde se stará zlomová linie spolu s ledovci poslední doby ledové postaraly o kaňon ve tvaru U, který se táhne téměř bez zatáčky v délce kolem 30 km. Na dně kaňonu, nejméně dva dny pochodu od nejbližší silnice leží Kern Hot Springs (horké prameny), oblíbené odpočinkové místo pro unavené batůžkáře. Ze dna Kern Canyonu stezka opět stoupá více než 2 400 m k vrcholu Mount Whitney.
Na hoře Mount Whitney se High Sierra Trail potkává s John Muir Trailem a také s impozantním Pacific Crest Trailem („tichomořská hřebenová cesta“), který pokračuje na sever po sierrském hřebenu do divočiny národního parku Kings Canyon.

## Historie
Území, které nyní tvoří národní park Sequoia, bylo původně domovem indiánů Monachee (též Západní Mono), kteří žili především v podhorské části povodí řeky Kaweah. V letních měsících putovali přes průsmyky a obchodovali s kmeny na východní straně hor. Dodnes lze na několika místech parku najít skalní malby, zejména na Hospital Rocku a v Potwishe. Dalšími stopami jsou prohlubně ve skále, používané při mletí žaludů, hlavní potraviny lidu Monachee.
V době, kdy do oblasti dorazili první evropští osadníci, už tu byly rozšířené neštovice, které indiánské obyvatelstvo zcela zdecimovaly. Prvním evropským osadníkem, který se zde usadil, byl Hale Tharp, známý tím, že si svůj dům vystavěl v dutém kmeni padlého sekvojovce v Obřím lese u Log Meadow. Tharp sice nechal svůj dobytek pást se na louce Log Meadow, ale choval úctu k velkolepému okolnímu lesu a vedl jedny z prvních bitev proti kácení sekvojovců. Tharpa občas navštěvoval John Muir, který přespával v Tharpově dřevěném srubu. Tharpův kmen lze dodnes vidět na jeho původním místě v Obřím lese.
Tharpovo úsilí zachránit obří sekvoje se zpočátku setkalo jen s omezeným úspěchem. V 80. letech 18. století založili bílí osadníci toužící po utopické společnosti Kaweah Colony, která se hospodářsky orientovala na obchod se sekvojovým dřevem. Na rozdíl od příbuzných pobřežních sekvojí vždyzelených (redwood), dřevo sekvojovců obrovských se ukázalo náchylné ke štípání, a tudíž nevhodné pro obchod. Tisíce stromů byly nicméně pokáceny, než těžba konečně ustala.

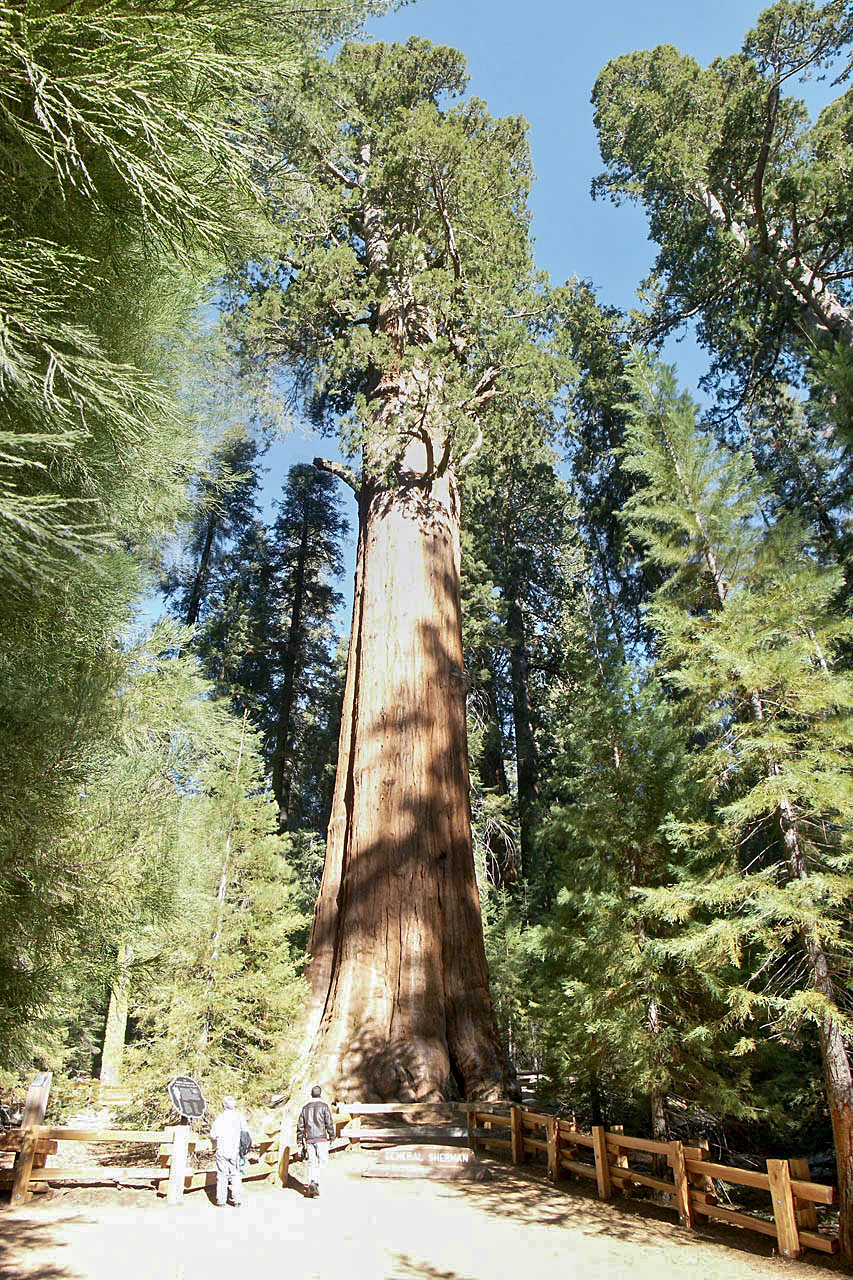
Generál Sherman

Správa národních parků USA (National Park Service, NPS) začlenila Obří les do národního parku Sequoia v roce jeho založení (1890) a urychleně zastavila veškerou těžbu dřeva. Během pozdějších let byl park několikrát rozšířen až do jeho dnešní rozlohy; k jednomu z posledních rozšíření došlo v roce 1978, kdy hnutí nadšenců vedených Sierra Clubem odrazilo pokusy Walt Disney Corporation odkoupit bývalé důlní zařízení na jih od parku a udělat z něj lyžařské středisko. Tato oblast byla připojena k parku pod názvem Mineral King, nejvýše položená část parku dosažitelná po silnici a oblíbený cíl batůžkářů.

## Speleologie
Ačkoli o tom mnozí návštěvníci nemají tušení, v parku bylo popsáno přes 240 jeskyní a předpokládá se, že jich tu mohou být stovky dalších. Lilburn Cave je vůbec nejdelší kalifornskou jeskyní (přes 32 km). Jsou zde také velkolepé, teprve nedávno objevené jeskyně, které zůstávají přístupné pouze hrstce specialistů, kteří je občas navštěvují a studují jejich geologii a biologii. Jedinou jeskyní otevřenou pro veřejnost je Crystal Cave, druhá nejdelší v parku (přes 5,5 km) a velmi dobře zachovalá, přihlédneme-li k množství návštěvníků, kteří do ní ročně zavítají.
Jeskyně v parku, stejně jako většina jeskyní v kalifornské Sierra Nevadě, vznikly rozpuštěním mramoru (tedy v podstatě vápence, který byl přeměněn teplem a tlakem při zvedání sierrského batolitu asi před 50 až 10 milióny let). Rychlé zvednutí batolitu během posledních 10 miliónů let vedlo k rychlé erozi metamorfovaných hornin ve vyšších partiích a k obnažení žuly ležící pod nimi; většina sierrských jeskyní se proto nachází ve středních a nižších polohách (pod 2130 m), i když některé najdeme až 3000 m n. m. (např. jeskyně White Chief v oblasti Mineral King). Tyto jeskyně jsou vymleté v hornině v místech s hojnými sezónními toky; skrz většinu jeskyní v parku tečou nebo v minulosti tekly ponorné potoky a řeky.
Nové jeskyně jsou v parku objevovány každým rokem; jen od roku 2003 jich bylo objeveno 17. Poslední významná jeskyně byla objevena v září 2006 a dostala jméno Ursa Minor. Jeskyně v Sequoi jsou ceněny vědci i jeskyňáři pro svou panenskou krásu, rozmanitost a endemické formy života.

## Zajímavosti vparku

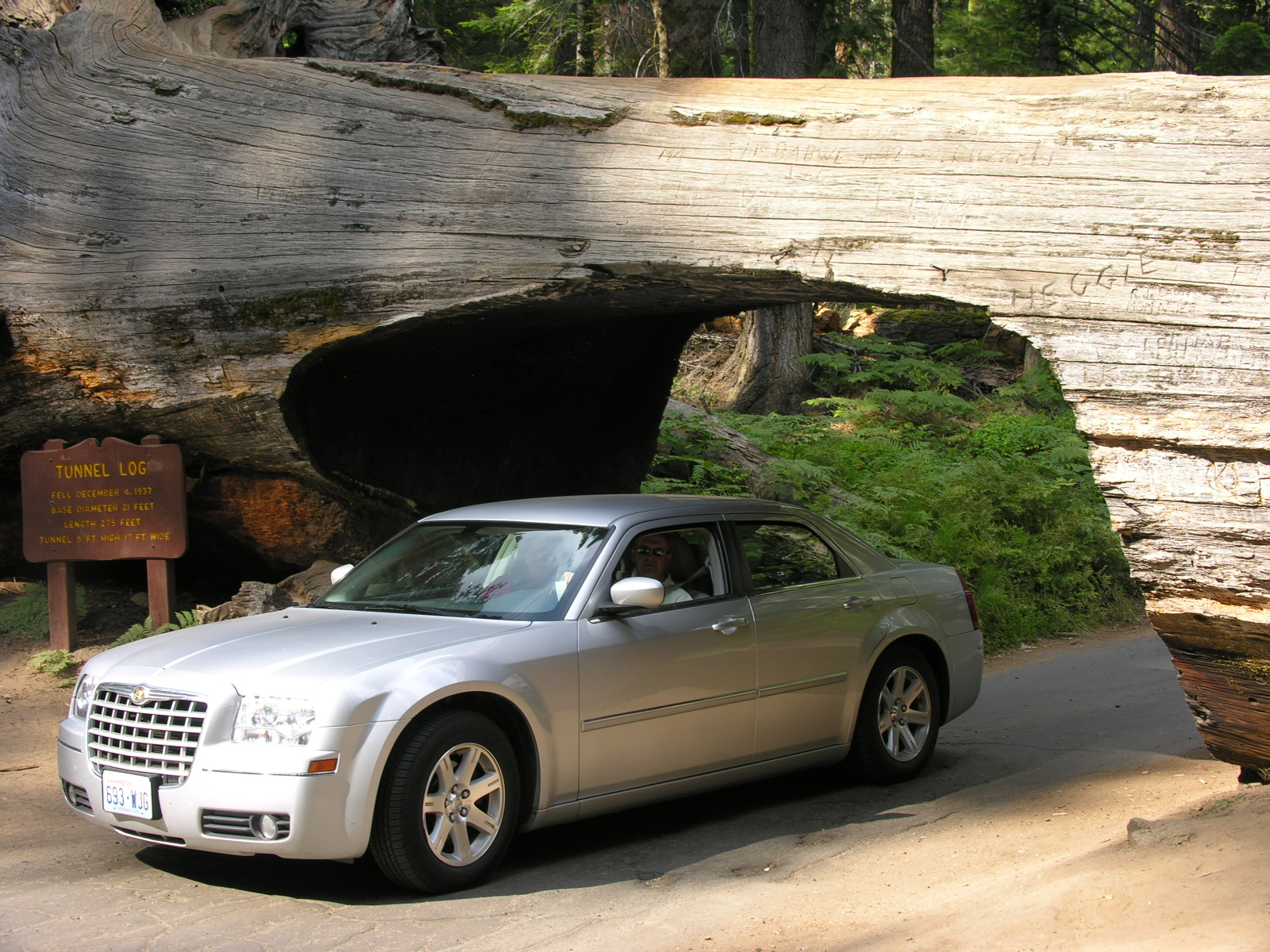
Auto projíždějící Tunnel Log, 2007

Kromě pěší turistiky, táboření a rybaření patří k nejoblíbenějším atrakcím parku následující:
- Tunnel Log (Tunelový kmen), padlý sekvojovec, kterým mohou projíždět automobily.
- Crystal Cave (Krystalová jeskyně), chráněná od roku 1918 a jako jediná z více než 200 zdejších jeskyní přístupná veřejnosti.
- Crescent Meadow (Půlměsíční louka), sekvojovci lemovaná louka, kterou John Muir označoval za „Sierrský drahokam“.
- Moro Rock (Skála Moro), žulový výchoz nedaleko Crescent Meadow, ze kterého jsou úchvatné výhledy na Velké západní rozvodí i na podhůří Sierry Nevady.
- Tábořiště v parku zahrnují tři v podhůří: Potwisha (42 míst), Buckeye Flat (28 míst) a South Fork (10 míst). Čtyři tábořiště leží ve vyšších polohách porostlých jehličnany, od 2030 do 2290 m n. m.: Atwell Mill (21 míst), Cold Springs (40 míst), Lodgepole (214 míst) a Dorst (204 míst).

## Galerie

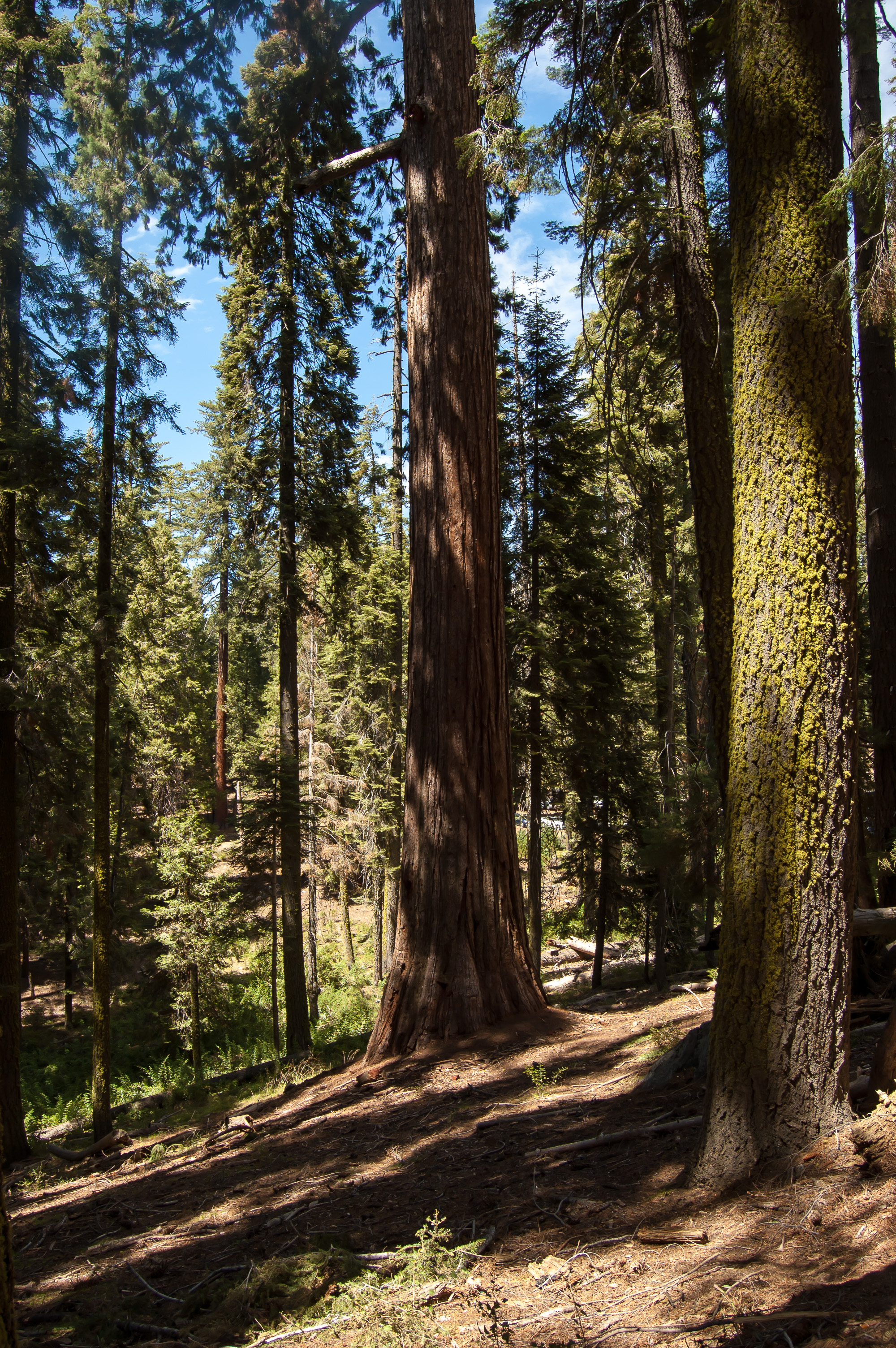
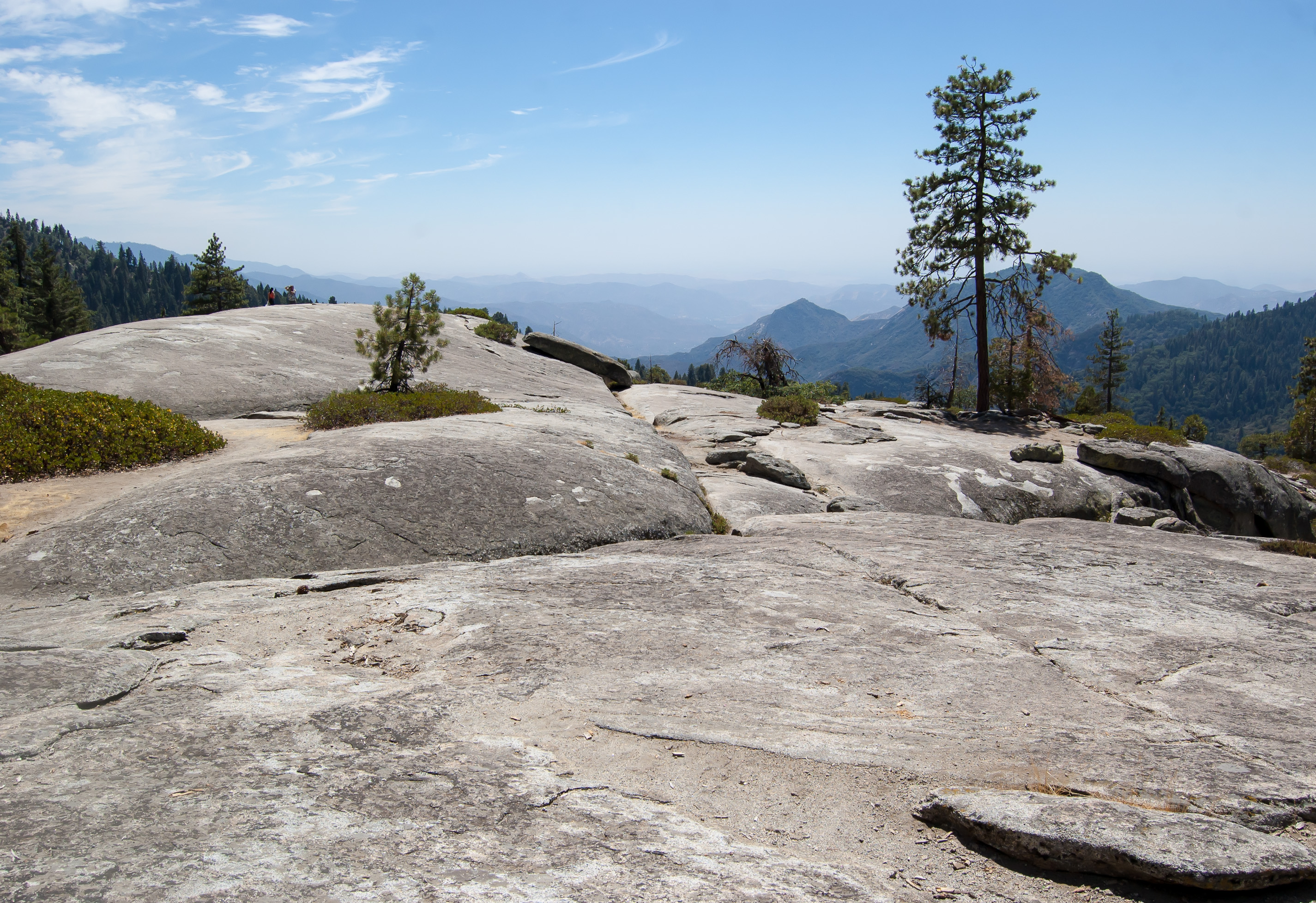
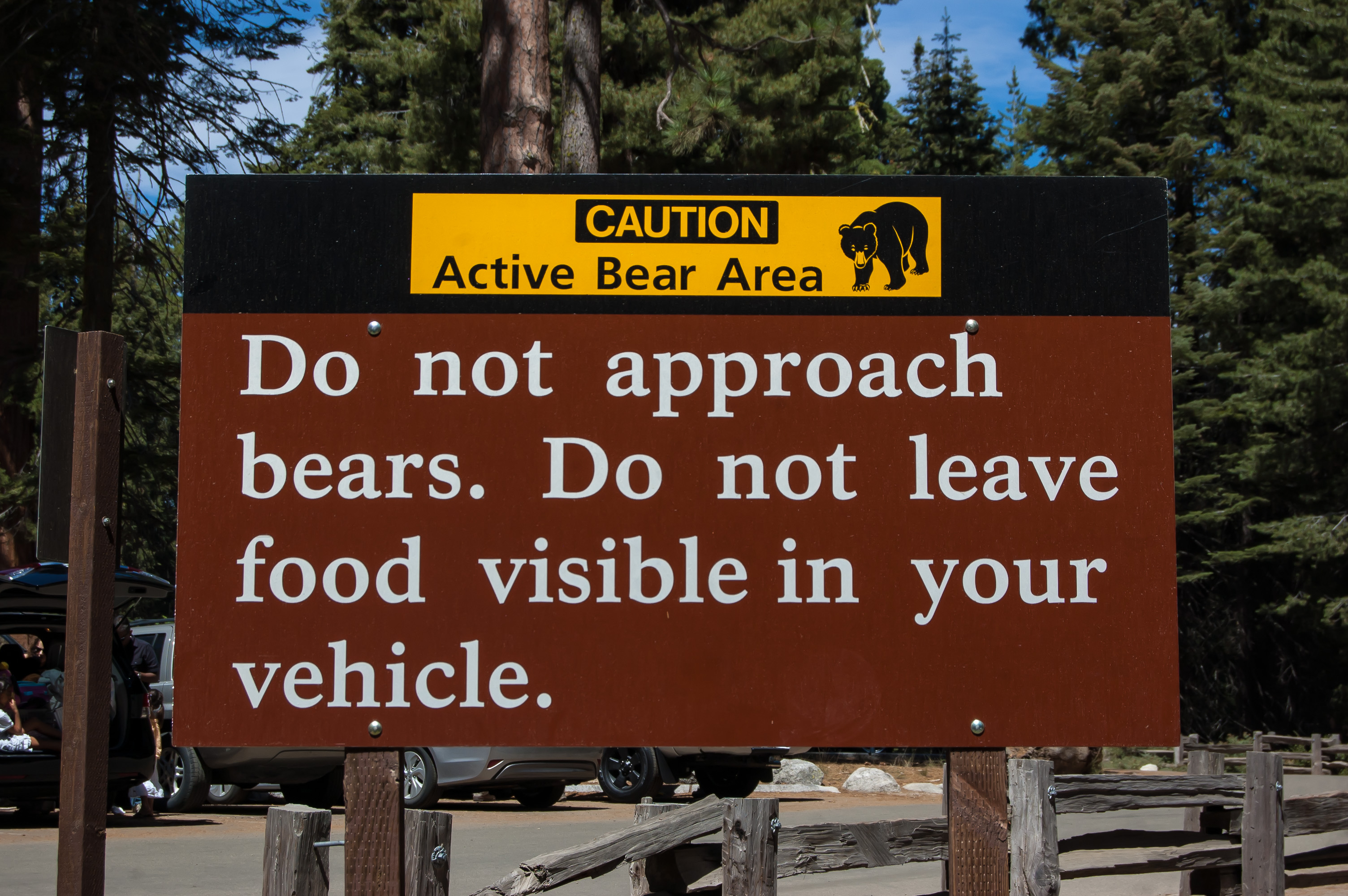
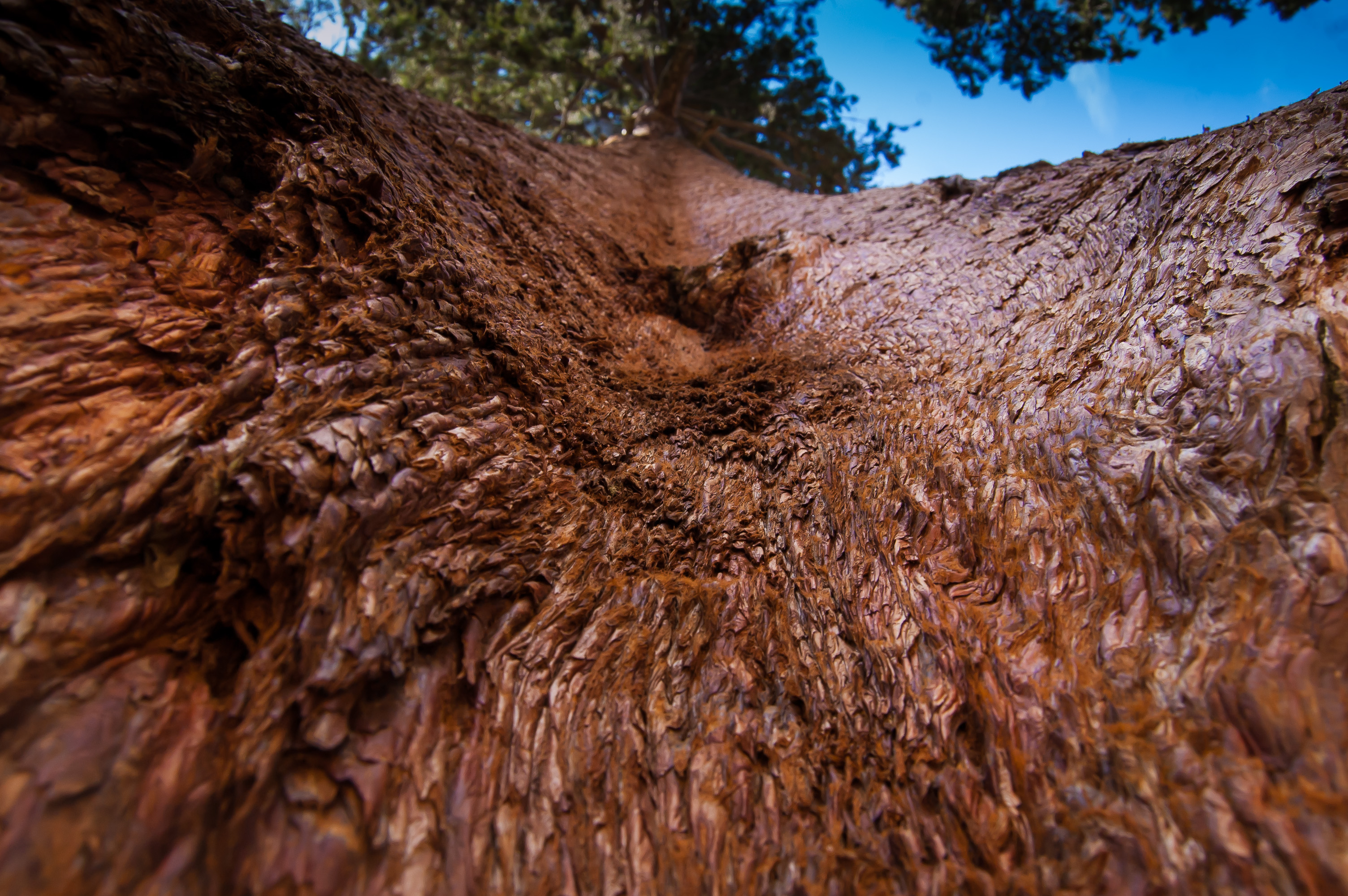
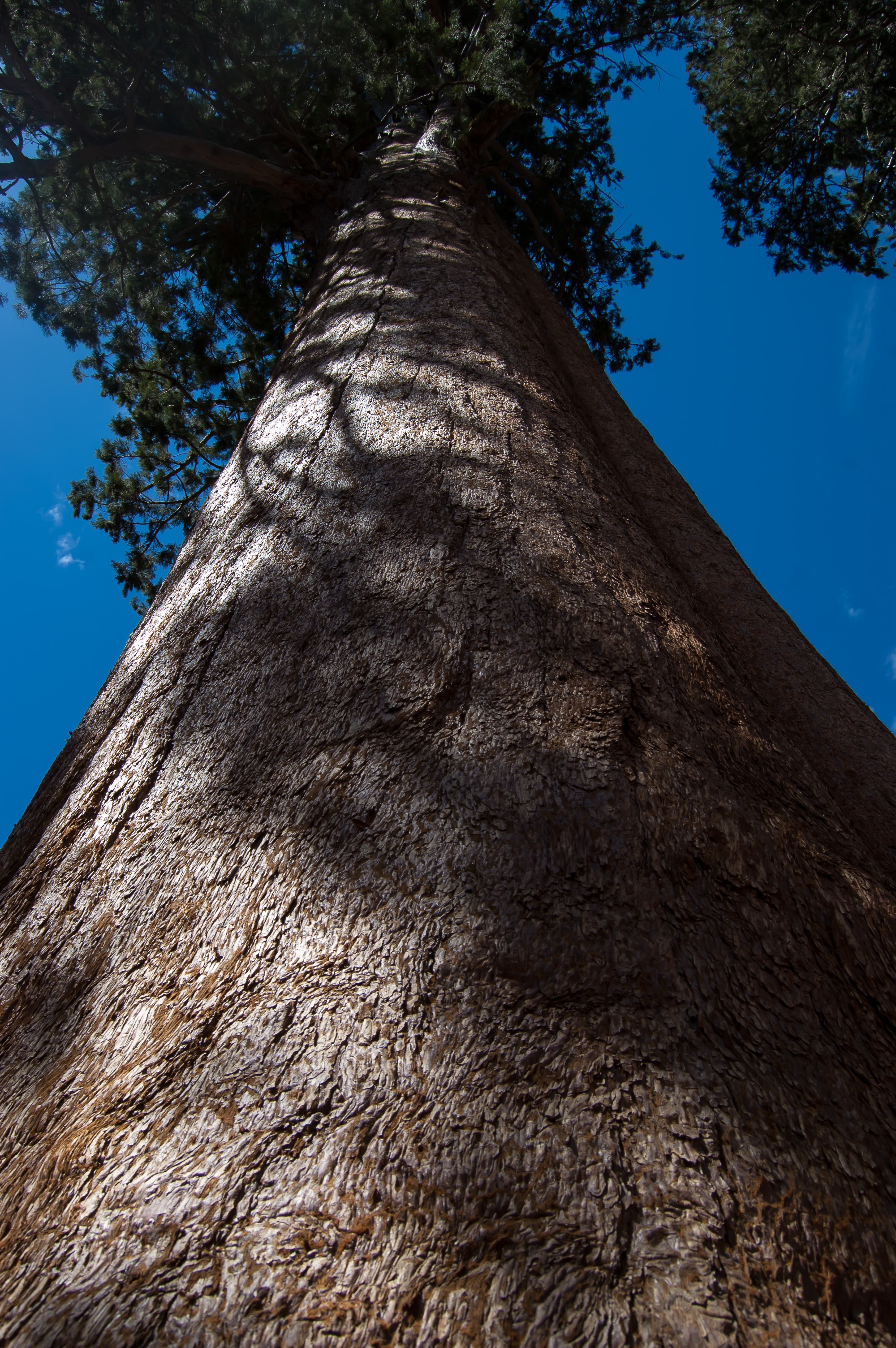
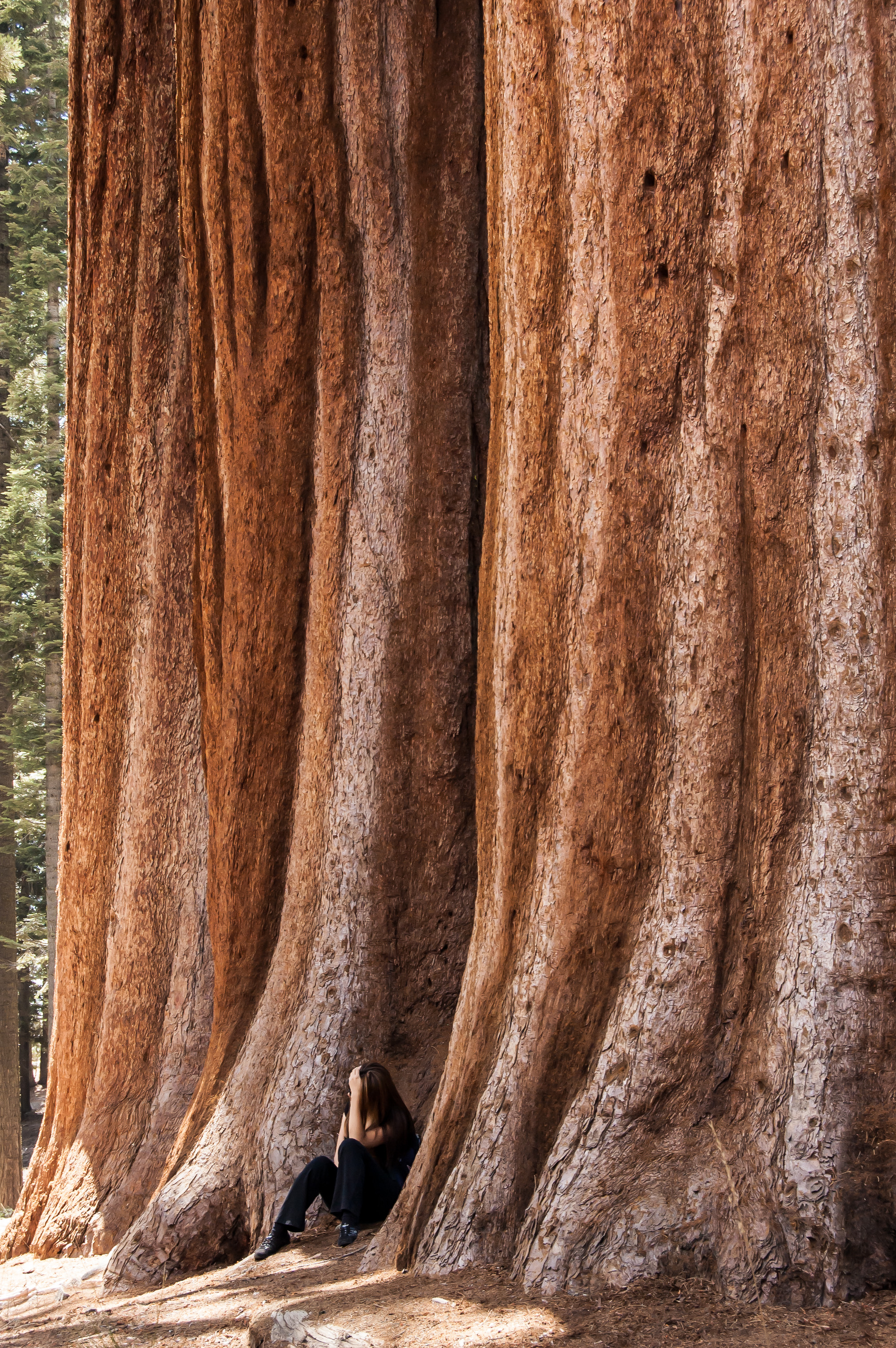
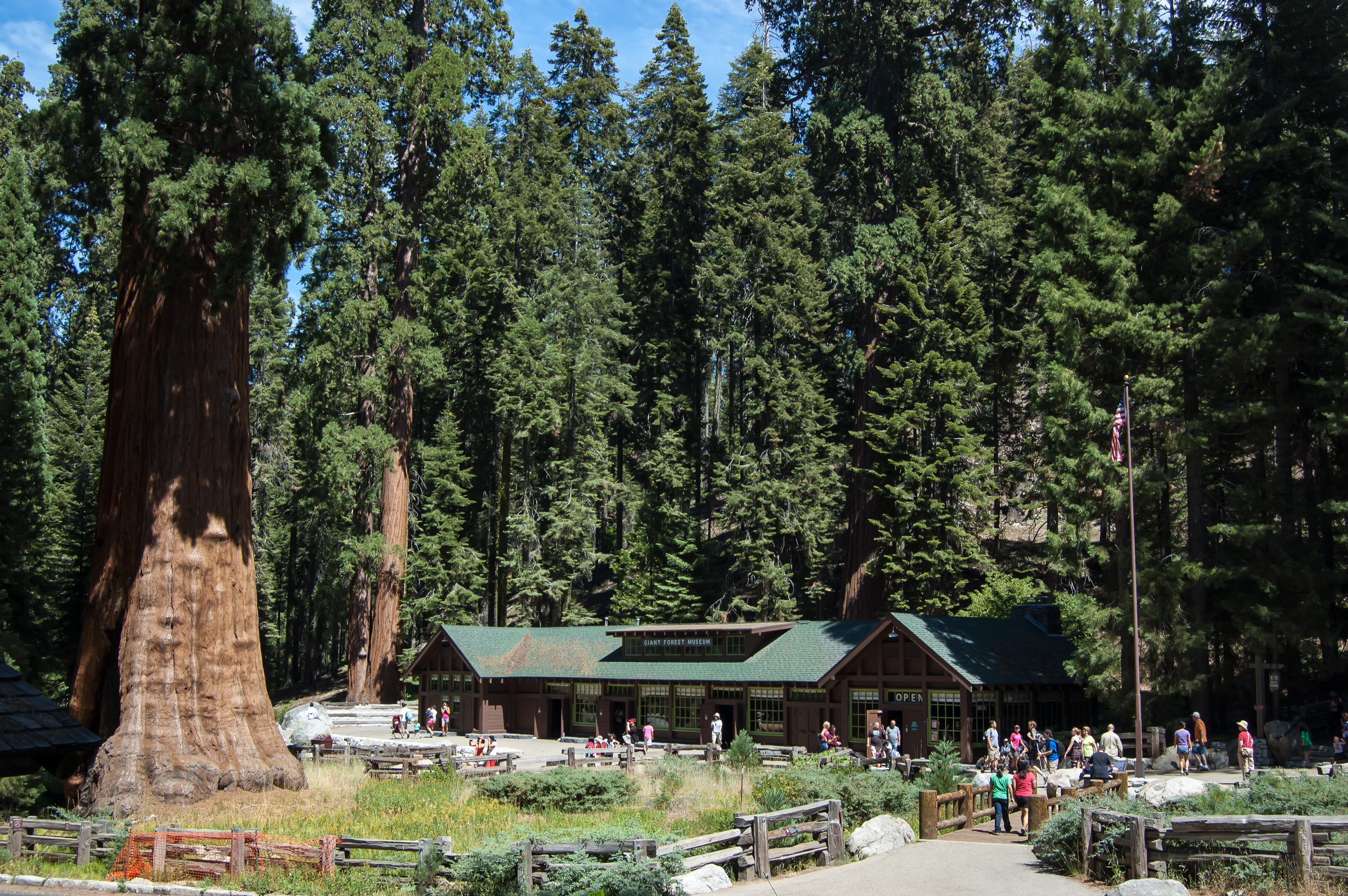
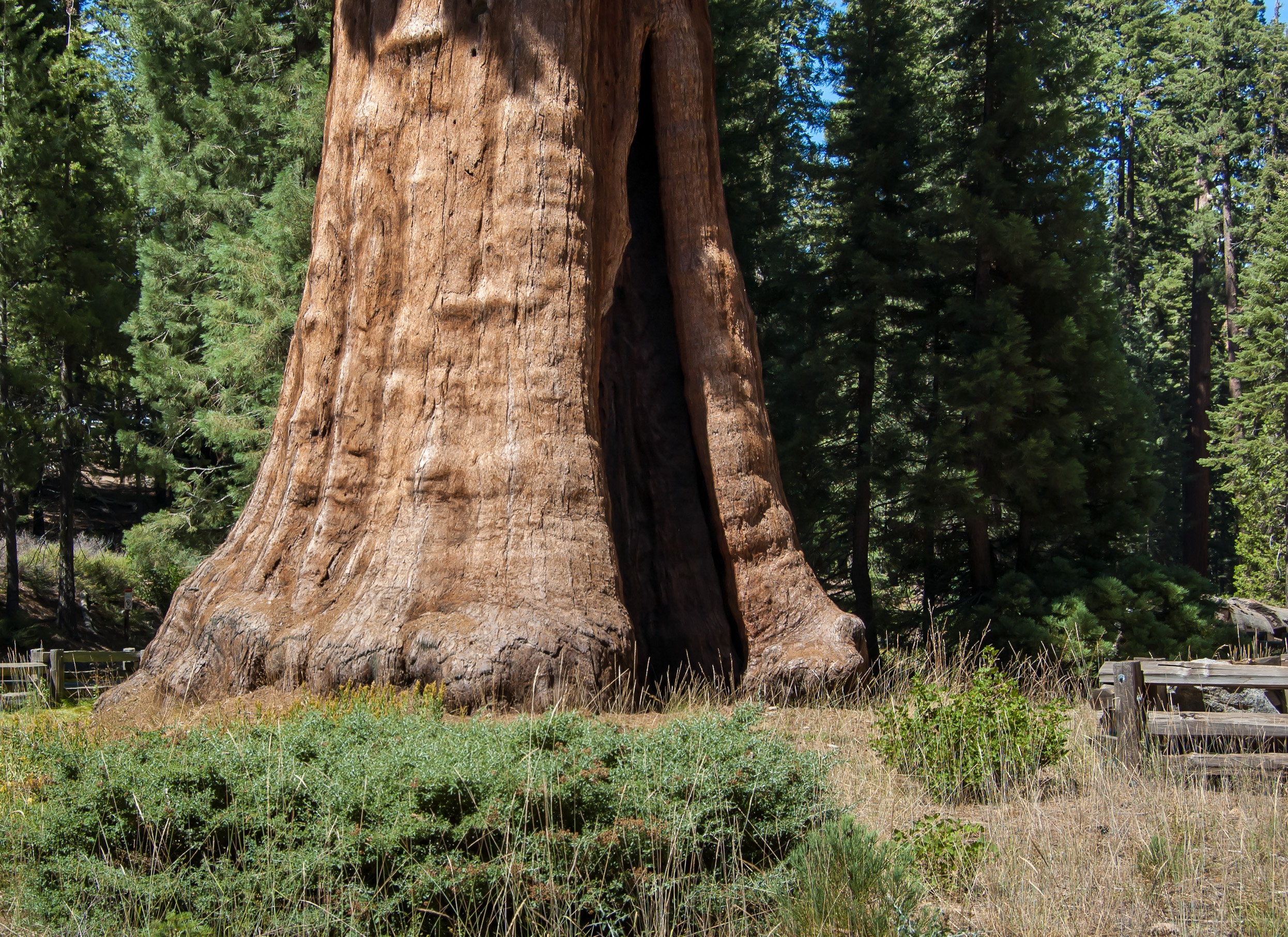
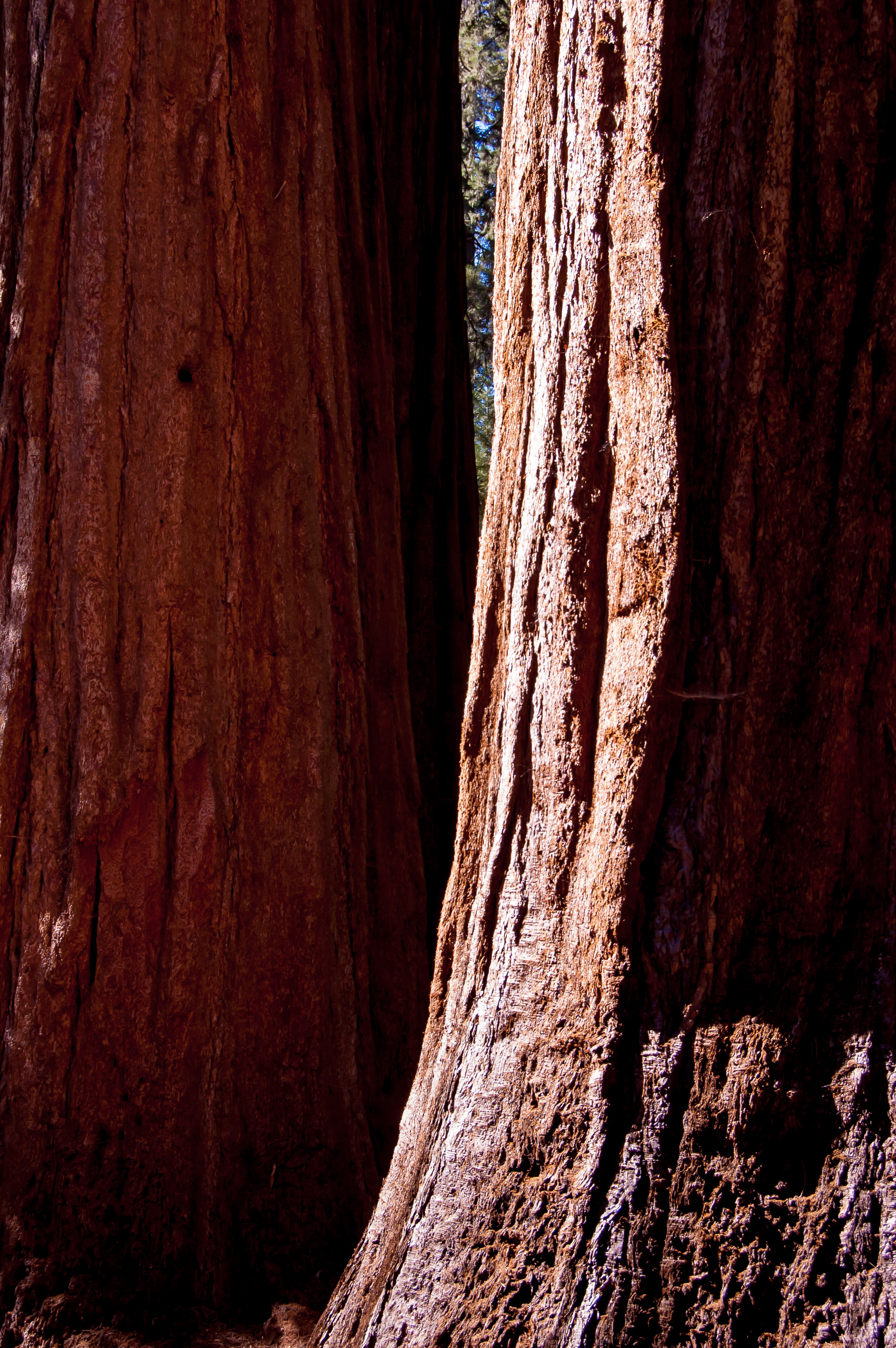
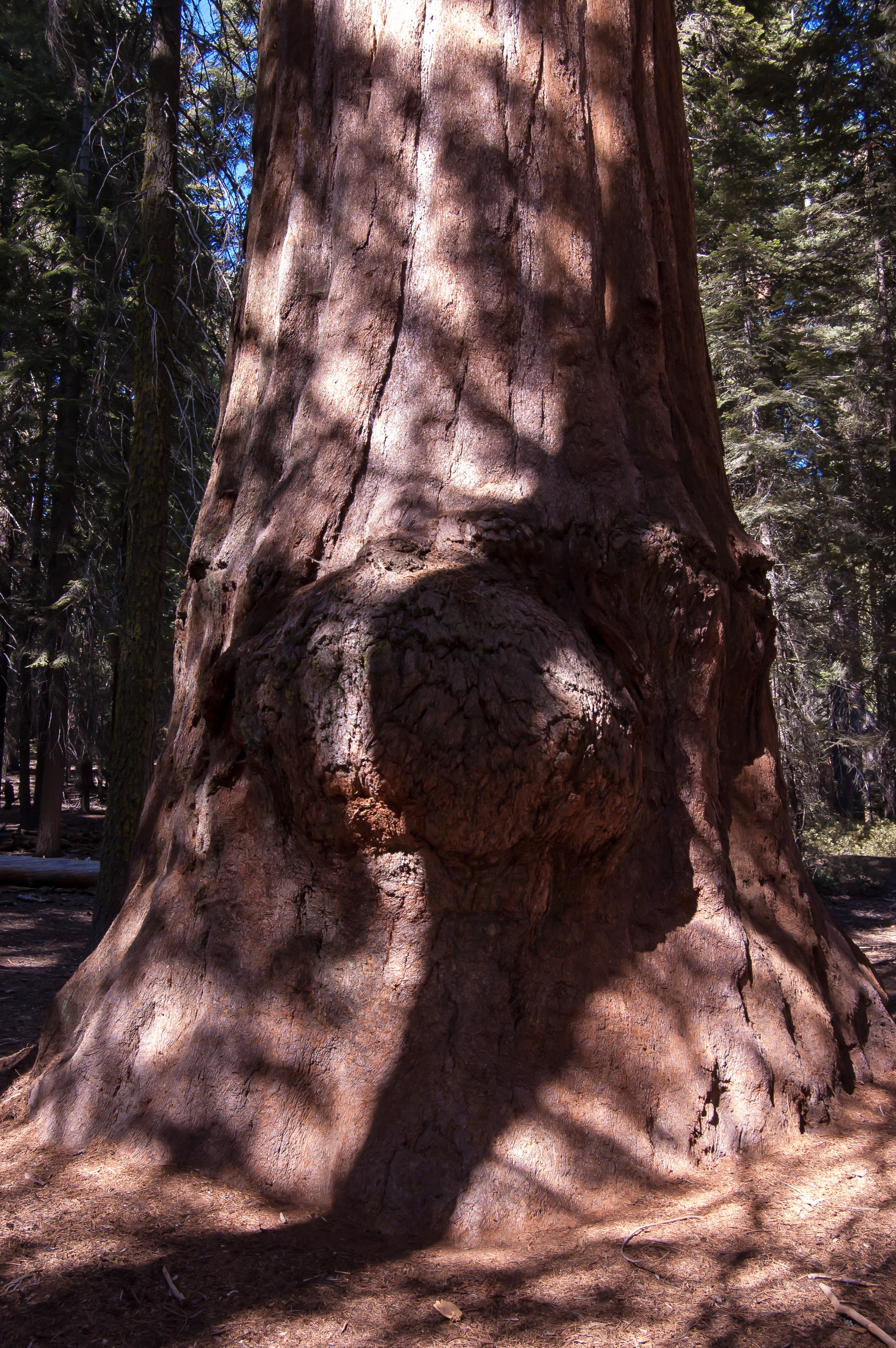
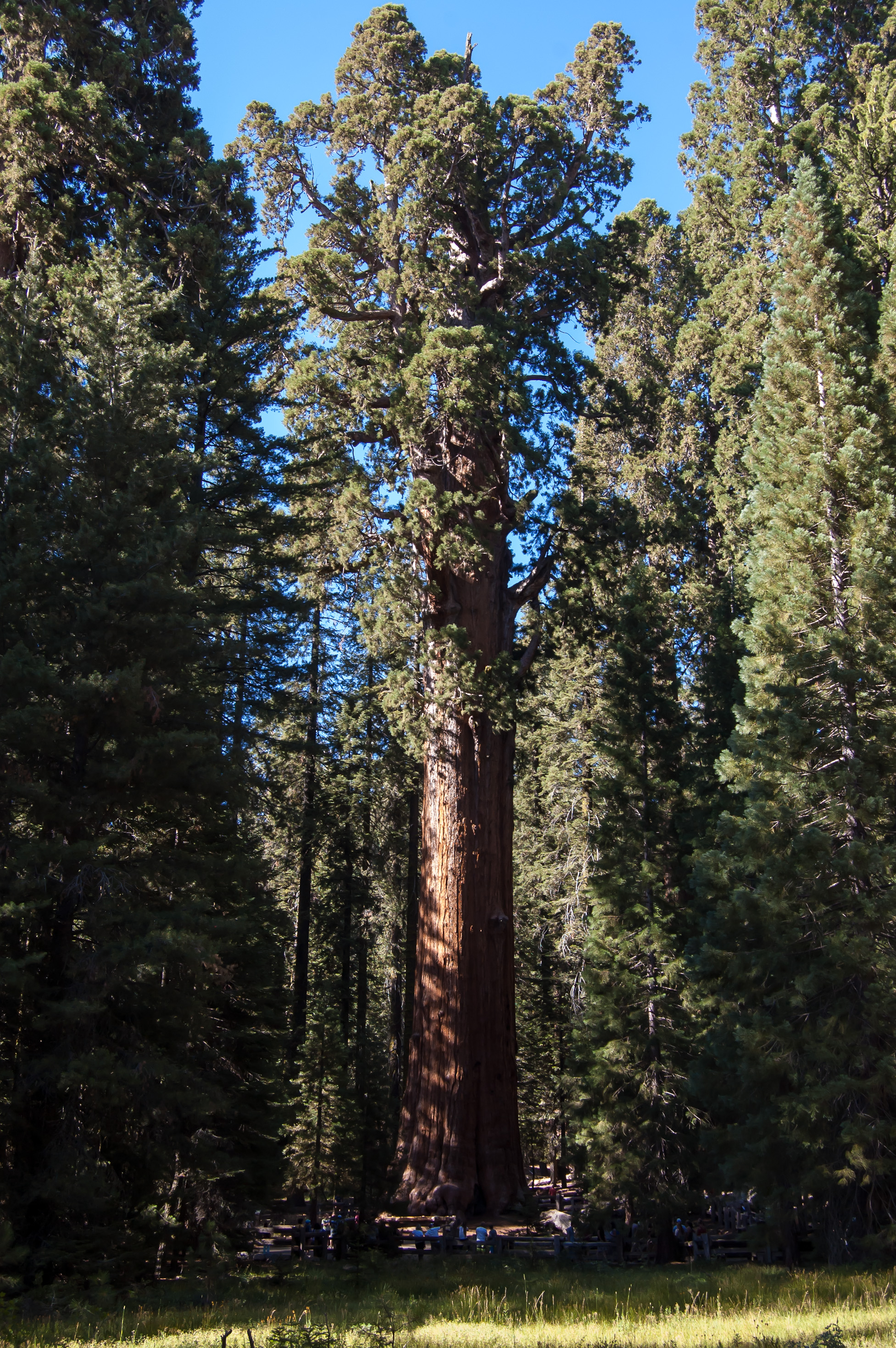
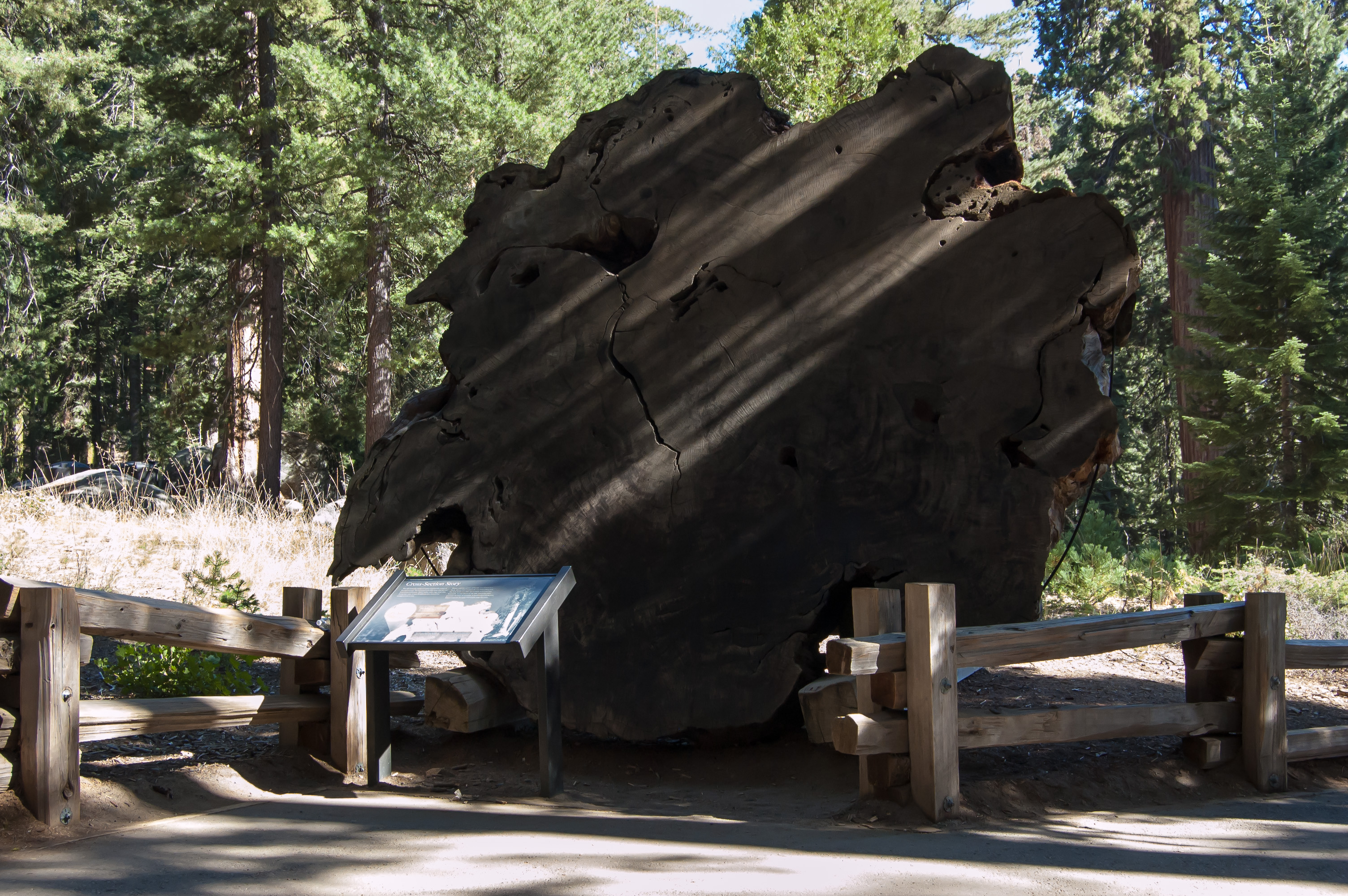
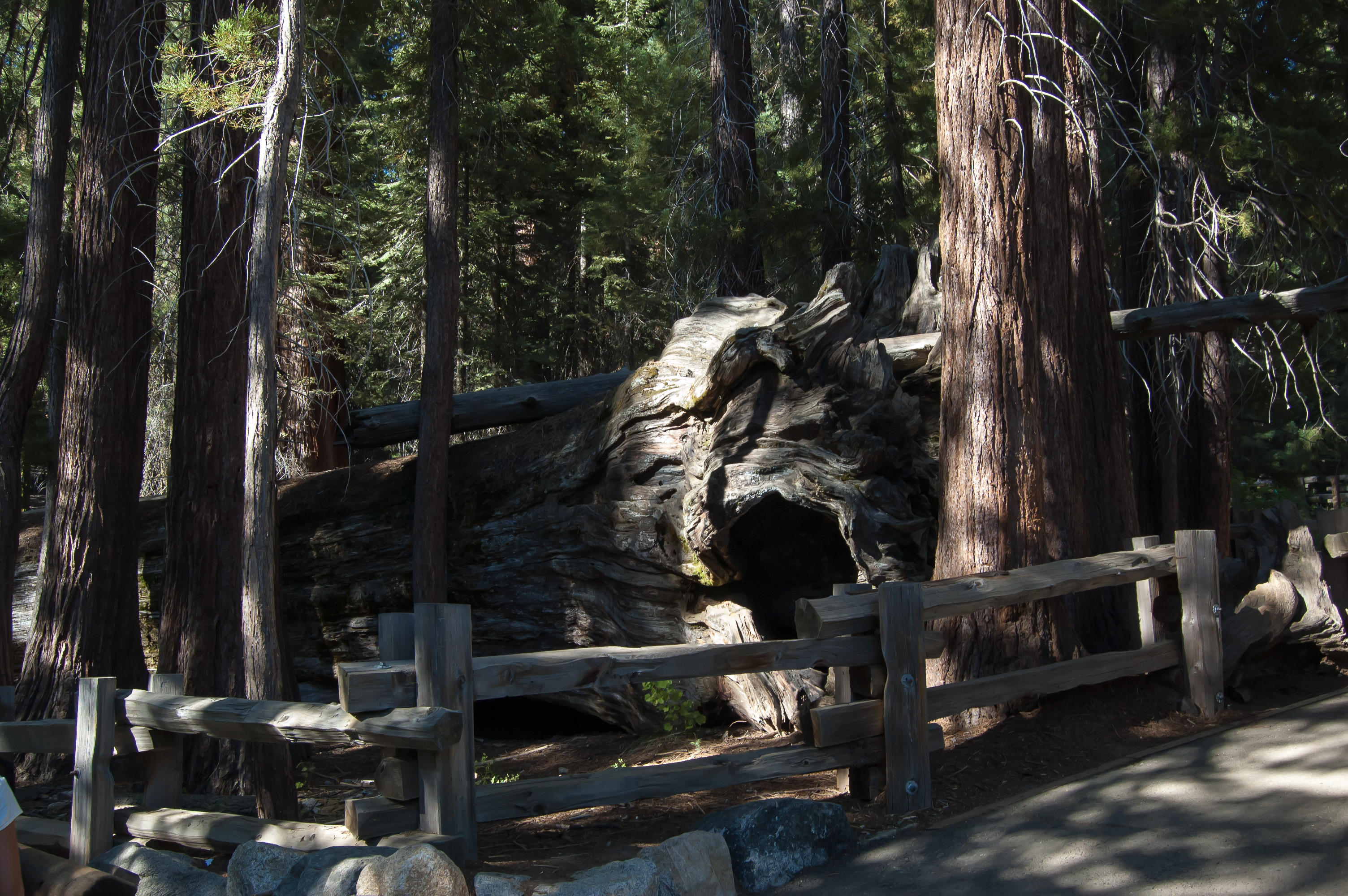